# Timothy Hittle
Timothy „Tim“ Lee Hittle (* 14. April 1958 in Columbus) ist ein US-amerikanischer Animator.

## Leben
Hittle studierte bis 1982 an der Vincennes University in Indiana. Er drehte zunächst ab Ende der 1970er-Jahre in seiner Freizeit Super-8-Knetanimationsfilme um die Figur Jay Clay. Der Film Fracas wurde 1981 in Saturday Night Live als Teil der Home-Movie-Reihe ausgestrahlt. Hittle bewarb sich in den 1980er-Jahren nach Hinweis eines Freundes auf eine Anzeige, in der Animatoren gesucht wurden. Die Anzeige stammte von Art Clokey, der Hittle einstellte. Seine erste Arbeit in Clokeys Premavision Studios wurde die Fernsehserie The All-New Gumby im Jahr 1988, die in Knetanimation realisiert wurde. Hittle arbeitete zunächst als Stop-Motion-Animator im Fernsehbereich und drehte 1991 seinen Independent-Stop-Motion-Film The Potato Hunter um die Figur Jay Clay und seinen Hund Blue. Der nächste Film um beide Charaktere, Canhead, kam 1996 heraus und wurde 1997 für einen Oscar als Bester animierter Kurzfilm nominiert.
In den Walt Disney Studios arbeitete Hittle ab 1993 mit Tim Burton an den Filmen Nightmare Before Christmas und James und der Riesenpfirsich zusammen. Anschließend kam er zu Pixar, wo er als Computer-Animator an Das große Krabbeln und Toy Story 2 beteiligt war. Weitere Arbeiten für Disney und Pixar waren Die Unglaublichen, Teilweise wolkig, Toy Story 3 und Die Monster Uni. Im Jahr 2010 brachte Hittle mit The Quiet Life seine neueste Regiearbeit heraus. Der Kurzfilm um die Figur Jay Clay befand sich zehn Jahre in Produktion.

## Filmografie (Auswahl)
- 1981: Fracas
- 1988: The All-New Gumby (TV-Serie)
- 1991: The Potato Hunter
- 1993: Nightmare Before Christmas
- 1994: Bump in the Night (TV-Serie, eine Folge)
- 1996: James und der Riesenpfirsich (James and the Giant Peach)
- 1996: Canhead
- 1998: Arthur
- 1998: Das große Krabbeln (A Bug’s Life)
- 1999: Toy Story 2
- 2001: Monkeybone
- 2002: Phantom Investigators
- 2004: Die Unglaublichen (The Incredibles)
- 2006: Gumby Dharma
- 2008: WALL·E – Der Letzte räumt die Erde auf (WALL·E)
- 2009: Teilweise wolkig (Partly Cloudy)
- 2010: Toy Story 3
- 2010: The Quiet Life
- 2013: Die Monster Uni (Monsters University)

## Auszeichnungen
- 1991: Golden Space Needle Awards, Seattle International Film Festival, für The Potato Hunter
- 1997: Oscar-Nominierung, Bester animierter Kurzfilm, für Canhead
- 1997: Certificate of Merit, San Francisco International Film Festival, für Canhead
- 1997: WAC Award, World Animation Celebration, für Canhead